# Uderzo & Goscinny
Uderzo & Goscinny, foi uma das duplas mais famosas da banda desenhada franco-belga sendo mais conhecidos como os autores de Astérix e Humpá-pá

## Uderzo
Uderzo nasceu em Fismes, Marne na Normandia, filho de imigrantes italianos de Oderzo. Uderzo iniciou a sua carreira de artista em Paris, a seguir à guerra, em 1945, onde veio a conhecer Goscinny em 1951. Em 1952, criram Humpá-pá, Jehan Pistolet e Luc Junior. Em 1959, Uderzo torna-se director artístico, da revista de banda desenhada para crianças, Pilote, criada em 29 de Outubro. A primeira edição da revista publica, pela primeira vez, Astérix, e é um sucesso em França. Paralelamente, Uderzo também trabalhou com Jean-Michel Charlier, na série Michel Tanguy, mais tarde chamada de As Aventuras de Tanguy e Laverdure.
Em 1961, após dois anos a serem publicadas na revista Pilote, as histórias de Astérix são publicadas individualmente em livro. O primeiro chamava-se Astérix, O Gaulês. Em 1967, depois do sucesso do primeiro livro, ambos os autores decidem dedicar-se quase exclusivamente a este personagem. Após a morte prematura de Goscinny, em 1977, Uderzo continuou a ilustrar os livros de Astérix,até se aposentar em 2009,depois faleceu em 24 de março de 2020,vítima de um ataque cardíaco(o mesmo motivo da morte de goscinny).

## Goscinny
Goscinny, nasceu em Paris, França, a 14 de agosto de 1926, filho de pai polaco e de mãe ucraniana. Mudou-se com os seus pais para a Argentina em 1928, com dois anos de idade e passou a sua infância em Buenos Aires.
Mudou-se para Brooklyn, Nova York em 1945. Trabalhou durante algum tempo como tradutor até que foi convocado para a tropa. Em 1948 encontrou trabalho como assistente num pequeno estúdio onde conheceu Maurice de Bevere (Morris), com quem colaborou durante 20 anos na banda desenhada do Lucky Luke.
Mudou-se posteriormente para Paris, onde fez alguns trabalhos para a Dupuis vindo mais tarde a conhecer Albert Uderzo, com quem criou Humpá-Pá e Astérix.
Como Uderzo, Goscinny também recebeu vários prémios e foi considerado um herói nacional em França. Infelizmente, o trabalho duro e o esforço tinham feito estragos, e Goscinny veio a morrer de ataque cardiaco a 5 de novembro de 1977, aos 51 anos de idade.